# Imsaad
Imsaad este un oraș în districtul Al Butnan din estul Libiei. Mai este cunoscut ca Oistant, Msa'ed, Imsa'ed și Musa'ed. Se află la granița dintre Libia și Egipt.